# Politique dans la Charente
Le département français de la Charente est un département créé le 4 mars 1790 en application de la loi du 22 décembre 1789, à partir des anciennes provinces d'Aunis et de Saintonge. Les 363 actuelles communes de la Charente, dont presque toutes sont regroupées en intercommunalités, sont organisées en 19 cantons permettant d'élire les conseillers départementaux. La représentation dans les instances régionales est quant à elle assurée par 14 conseillers régionaux. Le département est également découpé en 3 circonscriptions législatives, et est représenté au niveau national par trois députés et deux sénateurs. 

## Histoire politique de la Charente
La partie antérieure à 1848 est étudiée dans l'histoire de la Charente.

### 1848-1906 La Charente bonapartiste
La Charente a voté massivement Bonapartiste à l'élection de 1848, par désir de paix. Vigny écrivait "la Charente n'est qu'une Vendée Bonapartiste". Elle va le rester jusqu'à la fin du XIXe siècle 
La république est proclamée le 4 septembre 1870 et Léonide Babaud-Laribière, nommé préfet (il a déjà été préfet de la Charente en 1848) est accueilli par les vivats d'une grande foule en gare d'Angoulême mais l'opinion reste très conservatrice, et devant l'opposition de nombreux maires, il en révoque 200. En 1871 la Charente va élire 4 Orléanistes dont Édouard Martell, et 3 Bonapartistes. Les villes sont républicaines mais les campagnes regrettent la prospérité du second Empire. En 1877 et en 1889 seul le Confolentais vote Républicain.
Paul Déroulède blessé en 1871, réside durant sa convalescence en son manoir de Gurat. Il se présente à l'élection partielle de 1888 sous la bannière du général Boulanger. Après une campagne très violente, qui donne même lieu à des bagarres ce qui est très inhabituel en Charente, il est battu par un bonapartiste, Étienne Gellibert des Seguins. Pour l'élection de 1889 il y a entente des boulangistes avec les bonapartistes et il est élu député d'Angoulême de 1889 à 1893. Il est réélu en 1898 mais en 1899 il est condamné à 10 ans de bannissement pour sa tentative de coup d'État à la tête de la ligue des patriotes. Amnistié en 1905 il revient mais après avoir été battu en 1906 il se retirera de la vie politique.
Lazare Weiller candidat républicain à la députation à Angoulême contre le bonapartiste Gellibert des Seguins en 1888 sera élu député d'Angoulême en 1914 sous l'étiquette Alliance démocratique (gauche modérée).

### 1906-1940
Après l'élection générale de 1906 il ne reste qu'un député nationaliste Cunéo d'Ornano qui meurt juste après avoir été réélu sur Cognac.
Cela donne lieu à une élection partielle et en 1906 le département devient totalement Républicain avec l'élection du progressiste James Hennessy. La Charente compte alors 4 députés de l'Alliance républicaine démocratique et son premier député Radical, Paul Mairat sur Angoulême I.
L'élection de 1919 est l'occasion d'un congrès républicain  à l'initiative des 3 sénateurs (Limouzain-Laplanche, Mulac, Édouard Martell) qui réunit tous les conseillers généraux, maires et adjoints du départements, de toutes les tendances politiques. C'est un événement unique dans les annales politiques de la France. Ce congrès propose une liste "d'Union républicaine et agricole" conduite par James Hennessy qui sera élu ainsi que Georges Gérald, Paul Mairat et Maurice Raynaud. Il y a 3 autres listes, une d'Union républicaine Clémentiste dont le conservateur Poitou-Duplessis est élu, une Républicaine d'action et de réformes dont le républicain socialiste Jean Hennessy est élu et une liste socialiste SFIO qui n'a pas d'élu.
Mais, en 1924, la division de la gauche alors que la Charente n'a plus que 5 députés donne trois sièges au Bloc national de Poitou-Duplessis qui est réélu en compagnie d'Edmond Laroche-Joubert et de Paul Condé. Jean Carnot est élu pour la liste de concentration républicaine et Jean Hennessy qui a poursuivi son évolution à gauche est réélu pour le cartel des gauches.
À partir de 1928, le parti Radical-Socialiste triomphe en Charente.
En 1934, la crise économique et les troubles donnent une grande animation à la campagne électorale. La presse locale soutient avec violence les opposants au Front populaire. Le parti radical assure la victoire du Front populaire avec quatre élus, les trois radicaux Raymond Réthoré, Georges Ménier et Édouard Pascaud et l'U.S.R. René Gounin. Seul Poitou-Duplessis est réélu à Ruffec contre la coalition de gauche. Le candidat PCF fait plus de 10 % des voix à Angoulême, Confolens et Ruffec.
René Gounin, élu sénateur en 1938 présente pour le remplacer, le secrétaire général de son parti l'Union Socialiste Républicaine, (U.S.R.) Marcel Déat. Le second tour l'oppose au communiste Marcel Gagnaire et il est élu. Juste après, il affirme sa position munichoise et son pacifisme dans Mourir pour Dantzig ?, article paru le 4 mai 1939 dans l'Œuvre.
Le 10 juillet 1940 députés et sénateurs votent les pleins pouvoir au Maréchal Pétain par 569 voix pour et 80 contre. Tous les députés et sénateurs de Charente votent les pleins pouvoirs, mais Jean Hennessy devenu depuis 1936 député des Alpes-Maritimes vote contre.

### 1943-1945
De 1943 à 1945, les conseils généraux sont remplacés par des conseillers départementaux nommés.
En voici la liste :
- Gaston Briand, membre de la Commission administrative, maire de Viville
- André Clanché, président de la délégation spéciale de Vars
- René Cognasse, membre de la Commission administrative, maire d'Angoulême
- Jean Colombier, conseiller général du Canton de Montembœuf, maire de Mouzon
- Pierre Défaut, adjoint au maire de Confolens
- Raoul Feuillet, conseiller général du Canton de Villefagnan, maire de Villefagnan
- Paul Firino-Martell, conseiller général du canton de Cognac, maire de Cognac
- Jacques Gautier, maire d'Aigre
- Jacques Girard, conseiller d'arrondissement du Canton de Baignes
- Maurice Guérive, membre de la Commission administrative, conseiller général du Canton de Barbezieux, adjoint au maire de Lagarde-sur-le-Né
- Paul Guillemeteau, membre de la Commission administrative, conseiller municipal de Saint-Bonnet

### 1945-1958
Au sortir de la guerre, au scrutin du 21 octobre 1945 la gauche remporte 54 % des voix avec 23,8 % pour le PC, placé devant le PS et les quatre députés élus le 10 novembre 1946 sont 1 PC, 1 socialiste, 1 RGR (radical) le jeune Félix Gaillard et 1 MRP. Dans le même temps les deux sénateurs élus sont plus modérés, ce sont Guy Pascaud juste de retour de déportation et Pierre Marcilhacy qui seront ensuite réélus constamment jusqu'en 1980.
Et en 1956 le PC obtient 29,7 % des voix et deux élus, le Radical un élu Félix Gaillard et le MRP un élu.

### 1958-1974
À partir de 1958 le scrutin devient majoritaire de circonscription, ce qui est très défavorable pour la gauche. Le PC entame une lente descente et malgré encore environ 23 % des voix n'a plus de député. Les trois députés élus sont un UNR, Raymond Réthoré, un conservateur Républicain indépendant, Jean Valentin, et un radical Félix Gaillard. Ils seront réélus en 1962 et 1967.
À l’élection présidentielle le général de Gaulle obtient une large majorité : 53,12 % en 1965, et aux élections législatives de juin 1968 ce sont deux UNR qui sont élus, Raymond Réthoré et Michel Alloncle. Félix Gaillard sauve son fauteuil mais après sa mort accidentelle en 1970 il est remplacé en 1973 par un troisième député UNR, Francis Hardy.

### 1974-2015
L’élection présidentielle de 1974, et le score de 54 % de François Mitterrand au second tour, marquent l'essor de la gauche : Jean-Michel Boucheron, PS, est élu maire d'Angoulême en 1977 et député en 1978. André Soury PC retrouve le siège à Confolens qu'il avait perdu en 1958, et Francis Hardy garde le siège à Cognac, qu'il perd en 1981 au profit de Bernard Villette, PS.
Mais les électeurs ruraux restent conservateurs et en 1980 ce sont Raymond Réthoré et Michel Alloncle qui sont élus sénateurs, et en 1982 le conseil général reste à droite avec 20 conseillers contre 14 et Pierre-Rémy Houssin, maire de Baignes-Sainte-Radegonde en prend la présidence.
Aux législatives de 1986, les résultats s'équilibrent, Jean-Michel Boucheron et Jérôme Lambert pour le PS, Francis Hardy pour le RPR et Georges Chavanes pour l'UDF.
En 1988, il en est de même avec le centriste Georges Chavanes à Angoulême, le RPR Pierre-Rémy Houssin à Cognac mais les PS Jérôme Lambert et Jean-Michel Boucheron dans la 4e circonscription ou sera élu en 1993 son suppléant Jean-Claude Beauchaud alors que Jérôme Lambert est battu par le gaulliste Henri de Richemont. Georges Chavanes et Pierre-Rémy Houssin sont réélus.
En 1997, c'est le retour de Jérôme Lambert à Confolens, l'arrivée à Cognac de Marie-Line Reynaud, à Angoulême Jean-Claude Viollet et la réélection de Jean-Claude Beauchaud avec 65 % au second tour.
En 2002, Jérôme Lambert, Jean-Claude Beauchaud et Jean-Claude Viollet sont réélus, mais Jacques Bobe prend son siège à Marie-Line Reynaud qui le récupère en 2007 alors que Martine Pinville remplace Jean-Claude Beauchaud (Martine Pinville était la candidate des militants se présentant contre Malek Boutih parachuté par le PS national). À cette époque, les grandes villes Angoulême et Cognac sont tenues par l'UMP, Jarnac, Ruffec et Barbezieux sont PS, mais la plus grande partie des communes sont dirigées par des listes d'« intérêts communaux » sans tendance marquée.
Alors que la droite départementale connaît des divisions, le conseil général voit remonter la gauche peu à peu, qui passe de 9 sièges en 1992 à 17 en 1998, alors à un siège de la majorité de Jacques Bobe (UMP). En 2001 la droite reste majoritaire et Jean-Michel Bolvin devient président en 2003, mais l'évènement est l'élection du premier conseiller général vert, Patrik Fontanaud. Le basculement à gauche se fait aux élections de 2004 et Michel Boutant, conseiller PS de Montbron, en devient président.
En 2008, les deux grandes villes, Angoulême et Cognac, basculent dans l'escarcelle du PS aux élections municipales, avec les victoires respectives de Philippe Lavaud et Michel Gourinchas, qui chassent de l'hôtel de ville les UMP Philippe Mottet et Jérôme Mouhot. Ces deux derniers bastions qui tombent confirment la mainmise de la gauche sur le département, qui ne dirige plus alors de grande ville hormis Soyaux, 3e commune charentaise. Quant au conseil général, la majorité de Michel Boutant sort confortée des élections cantonales de mars 2008, avec 23 sièges, contre 12 pour l'opposition de droite.
Tenant les 4 fauteuils de députés, la région, le département et maintenant les grandes villes du département, le PS domine donc actuellement la vie politique charentaise. De son côté, la droite a décidé d'envoyer une génération d'élus en retraite (sénateur Henri de Richemont, ex-maire de Cognac Jérôme Mouhot…), et fait monter de nouveaux hommes politiques, bien déterminés à incarner le renouvellement (à Cognac pour Les Républicains Jean-Hubert Lelièvre, à Angoulême pour Les Républicains Xavier Bonnefont, Élise Vouvet, Pour l'UDI Samuel Cazenave).
En 2014, la droite remporte la ville d'Angoulême et le Républicains Xavier Bonnefont en devient le Maire. Lors des départementales de 2015 la Charente bascule à droite. À Cognac sont élus Jean-Hubert Lelièvre, Émilie Richaud et Florence Pechevis, Républicains et divers droite.

## Représentation politique et administrative

### Préfets et arrondissements

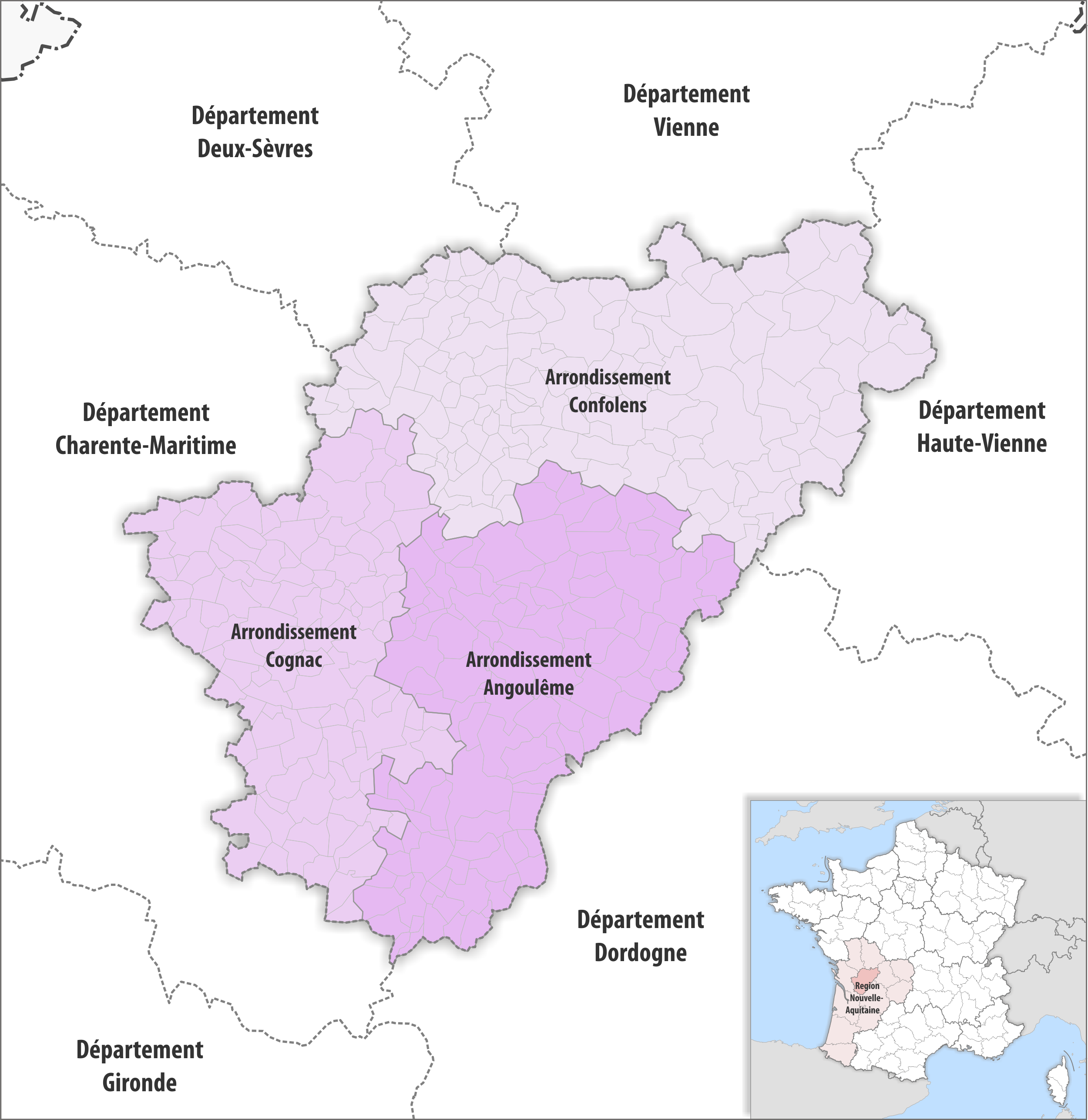
Arrondissements

La préfecture de la Charente est localisée à Angoulême. Le département possède en outre deux sous-préfectures à Cognac et Confolens. Jusqu'en 1926, deux sous-préfectures supplémentaires étaient situées à Barbezieux et Ruffec.

### Députés et circonscriptions législatives

Circonscriptions et affiliations à l'issue des élections de 2024.

| Circ. | Nom                |  | Parti | Groupe                      | Suppléant         |
| ----- | ------------------ |  | ----- | --------------------------- | ----------------- |
| 1re   | René Pilato        |  | LFI   | La France insoumise         | Aude Marchand     |
| 2e    | Sandra Marsaud     |  | RE    | Ensemble pour la République | Ludovic Massacret |
| 3e    | Caroline Colombier |  | RN    | Rassemblement national      | Vivian Deslandes  |

### Sénateurs
| Nom              |  | Parti | Groupe                 | Autres mandats (passés ou actuels) |
| ---------------- |  | ----- | ---------------------- | ---------------------------------- |
| François Bonneau |  | DVD   | Groupe Union centriste | Conseiller départemental           |
| Nicole Bonnefoy  |  | PS    | Groupe socialiste      | Conseillère départementale         |

### Conseillers départementaux

Cantons et affiliations à l'issue des élections de 2021.

| Canton             | Conseiller Sortant         | Parti | Parti | Conseiller élu             | Parti | Parti |
| ------------------ | -------------------------- | ----- | ----- | -------------------------- | ----- | ----- |
| Angoulême-1        | Agnès Bel                  |       | DVD   | Hélène Gingast             |       | DVG   |
| Angoulême-1        | Samuel Cazenave            |       | UDI   | Patrick Mardikian          |       | DVG   |
| Angoulême-2        | Annick Richard             |       | PS    | Laetitia Regrenil          |       | LREM  |
| Angoulême-2        | Frédéric Sardin            |       | DVG   | Thomas Mesnier             |       | LREM  |
| Angoulême-3        | Stéphanie Garcia           |       | LR    | Stéphanie Garcia           |       | LR    |
| Angoulême-3        | François Nebout            |       | LR    | François Nebout            |       | LR    |
| Boëme-Échelle      | Marie-Claude Rochard       |       | DVG   | Célia Helion               |       | DVG   |
| Boëme-Échelle      | Jean Michel Tamagna        |       | PS    | Michel Carteret            |       | DVG   |
| Boixe-et-Manslois  | Patrick Berthault          |       | PCF   | Pierre-Hermann Mugnier     |       | PS    |
| Boixe-et-Manslois  | Nicole Bonnefoy            |       | PS    | Nicole Bonnefoy            |       | PS    |
| Charente-Bonnieure | Fabrice Point              |       | PS    | Fabrice Point              |       | PS    |
| Charente-Bonnieure | Sandrine Precigout         |       | PS    | Sandrine Precigout         |       | PS    |
| Charente-Champagne | Marie-Claude Guionnet      |       | DVD   | Marina Barbot              |       | DVD   |
| Charente-Champagne | Jean-Paul Zucchi           |       | LR    | Jean-Paul Zucchi           |       | LR    |
| Charente-Nord      | Brigitte Fouré             |       | UDI   | Brigitte Fouré             |       | UDI   |
| Charente-Nord      | Didier Villat              |       | DVD   | Fabrice Geoffroy           |       | DVD   |
| Charente-Sud       | Jacques Chabot             |       | UDI   | Jacques Chabot             |       | UDI   |
| Charente-Sud       | Isabelle Lagarde           |       | DVD   | Isabelle Lagarde           |       | DVD   |
| Charente-Vienne    | Philippe Bouty             |       | DVG   | Philippe Bouty             |       | DVG   |
| Charente-Vienne    | Jeanine Durepaire          |       | DVG   | Jeanine Durepaire          |       | DVG   |
| Cognac-1           | Jean-Hubert Lelièvre       |       | LR    | Jean-Hubert Lelièvre       |       | LR    |
| Cognac-1           | Florence Péchevis          |       | LR    | Florence Péchevis          |       | LR    |
| Cognac-2           | Pierre-Yves Briand         |       | MoDem | Pierre-Yves Briand         |       | MoDem |
| Cognac-2           | Émilie Richaud             |       | DVD   | Émilie Richaud             |       | DVD   |
| La Couronne        | Gérard Bruneteau           |       | DVG   | Jean-François Dauré        |       | PS    |
| La Couronne        | Fabienne Godichaud         |       | PS    | Fabienne Godichaud         |       | PS    |
| Gond-Pontouvre     | Jeanne Filloux             |       | DVG   | Maryline Vinet             |       | PCF   |
| Gond-Pontouvre     | Thibaut Simonin            |       | PS    | Thibaut Simonin            |       | PS    |
| Jarnac             | Catherine Parent           |       | DVD   | Anne Martron               |       | DVD   |
| Jarnac             | Jérôme Sourisseau          |       | UDI   | Jérôme Sourisseau          |       | UDI   |
| Touvre-et-Braconne | Michel Buisson             |       | DVG   | Michel Buisson             |       | DVG   |
| Touvre-et-Braconne | Fatna Ziad                 |       | DVG   | Fatna Ziad                 |       | DVG   |
| Tude-et-Lavalette  | Didier Jobit               |       | UDI   | Patrick Gallès             |       | PS    |
| Tude-et-Lavalette  | Christine Labrousse        |       | DVD   | Nelly Vergez               |       | DVG   |
| Val de Nouère      | Marie Henriette Beaugendre |       | UDI   | Marie Henriette Beaugendre |       | UDI   |
| Val de Nouère      | François Bonneau           |       | DVD   | François Bonneau           |       | DVD   |
| Val de Tardoire    | Michel Boutant             |       | PS    | Michaël Canit              |       | PS    |
| Val de Tardoire    | Maryse Lavie-Cambot        |       | EÉLV  | Marie Pragout              |       | EÉLV  |

### Conseillers régionaux
Présidence : Alain Rousset (Gironde)
|            | Parti    | Siège |
| ---------- | -------- | ----- |
| Majorité   |          |       |
|            | PS       | 2     |
|            | DVG      | 1     |
|            | PCF      | 1     |
|            | PP       | 1     |
| Opposition |          |       |
|            | RN       | 1     |
|            | LR       | 1     |
|            | EELV     | 1     |
|            | Horizons | 1     |

### Maires

Carte des 363 communes de la Charente au 1er janvier 2022.

| Commune                   | Maire                |  | Parti | Élection | Population |
| ------------------------- | -------------------- |  | ----- | -------- | ---------- |
| Angoulême                 | Xavier Bonnefont     |  | LFA   | 2014     | 41 423     |
| Champniers                | Michaël Laville      |  | DVG   | 2020     | 5 237      |
| Cognac                    | Morgan Berger        |  | DVD   | 2020     | 18 466     |
| La Couronne               | Jean-François Dauré  |  | PS    | 2008     | 7 759      |
| Gond-Pontouvre            | Gérard Dezier        |  | PS    | 2014     | 5 884      |
| L'Isle-d'Espagnac         | Michel Issard        |  | DVG   | 2020     | 5 691      |
| Ruelle-sur-Touvre         | Jean-Luc Valantin    |  | RE    | 2020     | 7 396      |
| Saint-Yrieix-sur-Charente | Jean-Jacques Fournié |  | PS    | 2020     | 7 556      |
| Soyaux                    | François Nebout      |  | LR    | 1989     | 10 057     |

### Sources
- Charente Chronologies
- site du sénat
- site de l'assemblée nationale